# Babiana
Die Babiana sind eine Pflanzengattung in der Familie der Schwertliliengewächse (Iridaceae). Die etwa 90 Arten sind im Südlichen Afrika verbreitet. Die gelegentlich als Zierpflanzen kultivierten Babiana-Sorten stammen in der Regel von der Art Babiana stricta ab.

## Beschreibung und Ökologie

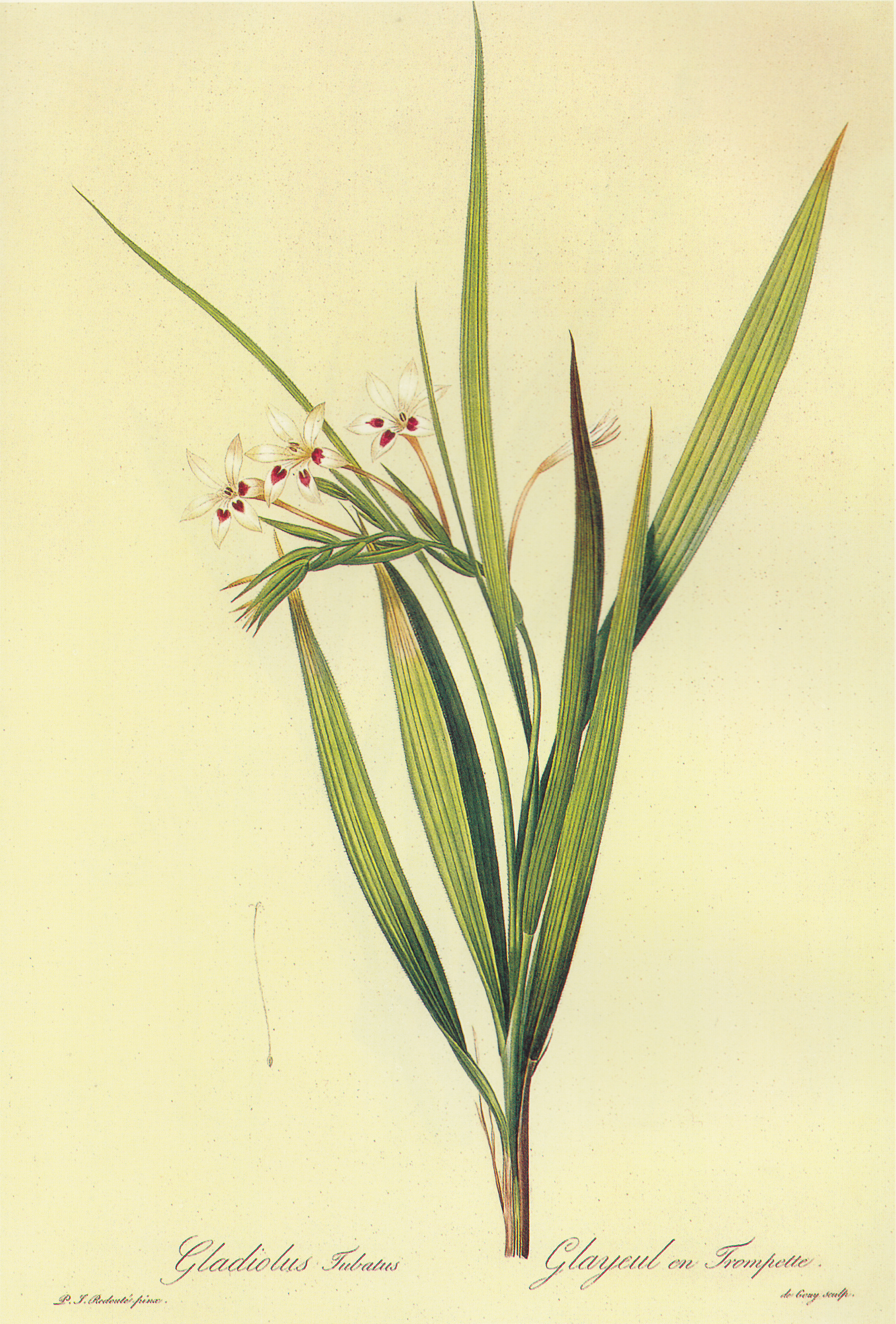
Illustration von Babiana tubulosa

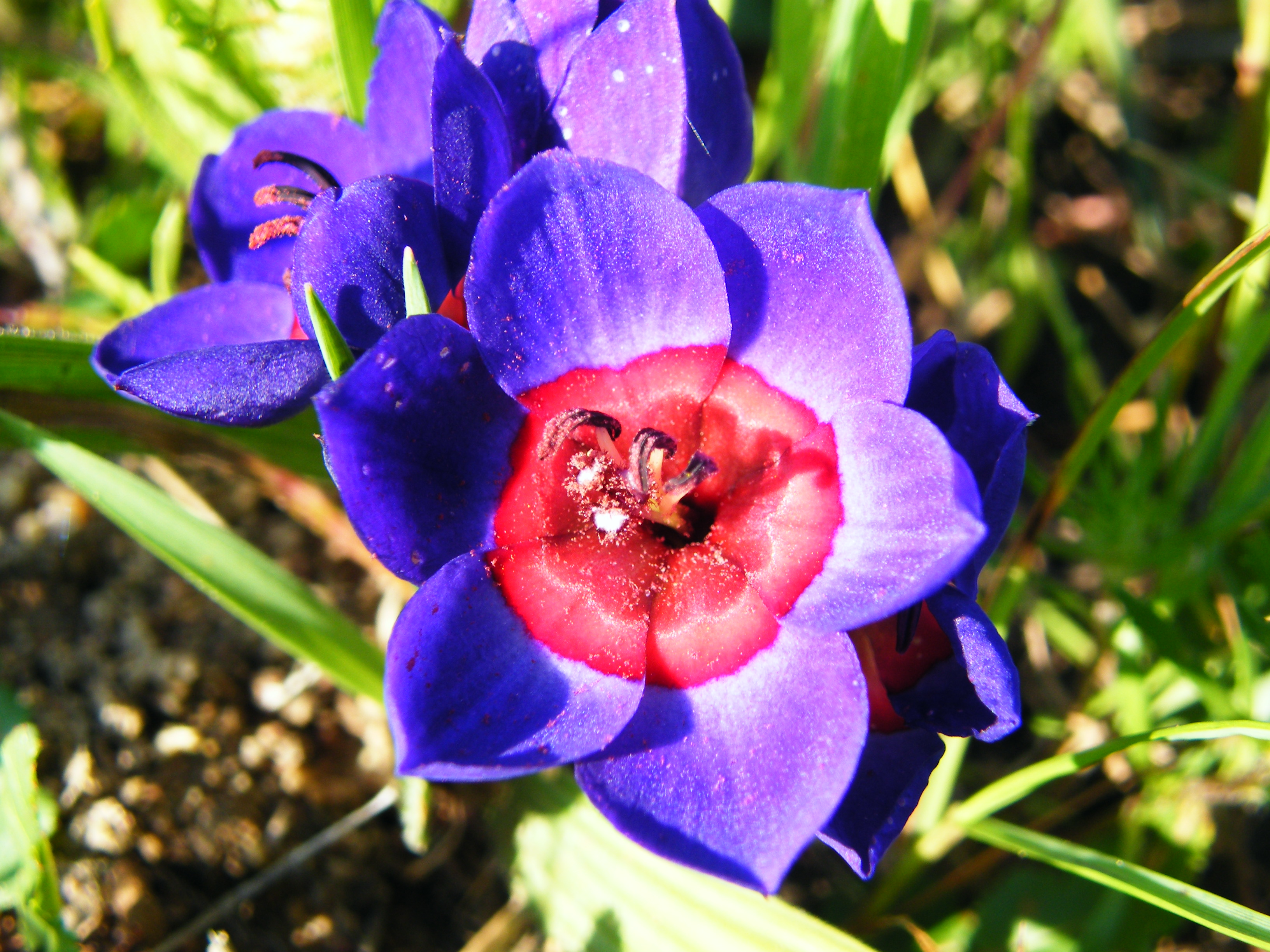
Dreizählige, radiärsymmetrische Blüte von Babiana rubrocyanea

### Vegetative Merkmale
Babiana-Arten wachsen als ausdauernde krautige Pflanzen. Diese Geophyten bilden kugelige Knollen, mit faserigen Umhüllungen („Tunika“), als Überdauerungsorgane. Nur wenige der Babiana-Arten erreichen Wuchshöhen von mehr als 30 Zentimetern, diese Arten erinnern in ihrem Erscheinungsbild an sehr kleine Gladiolen. Fast alle Arten besitzen nur im Winter Laubblätter. Die parallelnervigen Laubblätter sind einfach. Die Blattspreiten sind meist behaart.

### Generative Merkmale
Die Blütezeit liegt meist am Ende des Winters oder im Frühling. Es werden ährige Blütenstände gebildet. Die Deckblätter sind grün bis trocken braun. Die zwittrigen, dreizähligen Blüten sind radiärsymmetrisch bis zygomorph. Die sechs Blütenhüllblätter sind fast gleichgestaltig bis deutlich verschieden und kurz bis lang röhrig verwachsen. Die Farben der Blütenhüllblätter reichen von weißlich bis gelb und rosa- bis purpurfarben und blau. Es ist nur ein Kreis mit drei fertilen Staubblättern vorhanden. Der Pollen ist monosulcat. Drei Fruchtblätter sind zu einem Fruchtknoten verwachsen. Der dreigeteilte Griffel ist kürzer oder länger als die Blütenröhre.
Die Bestäubung erfolgt meist durch Insekten aus vier Ordnungen: Hymenoptera (hauptsächlich Apidae), Diptera (hauptsächlich Nemestrinidae), Coleoptera (Scarabaeidae) und Lepidoptera (hauptsächlich Noctuidae). Wenige Arten werden durch Vögel bestäubt.
Die Kapselfrüchte enthalten einige schwärzliche bis dunkelbraune, kugelige Samen.

## Systematik und Verbreitung
Die Gattung Babiana wurde 1802 von John Bellenden Ker-Gawler in Botanical Magazine, Volume 16, S. 576 aufgestellt. Synonyme für Babiana Ker-Gawl. sind: Anaclanthe N.E.Br. und Antholyza L.
Die Gattung Babiana gehört zur Tribus Croceae in der Unterfamilie Crocoideae innerhalb der Familie der Schwertliliengewächse (Iridaceae).
Alle Babiana-Arten sind im Südlichen Afrika beheimatet, vom südlichen Namibia bis zum Ostkap und südlichen Simbabwe. Viele sind Florenelemente der Capensis. Die meisten Arten wachsen im südwestlichen und westlichen Teil des Westkaps (etwa 49 Arten) und in Namaqualand (etwa 30 Arten).
Die Gattung Babiana enthält 80 bis 90 Arten:

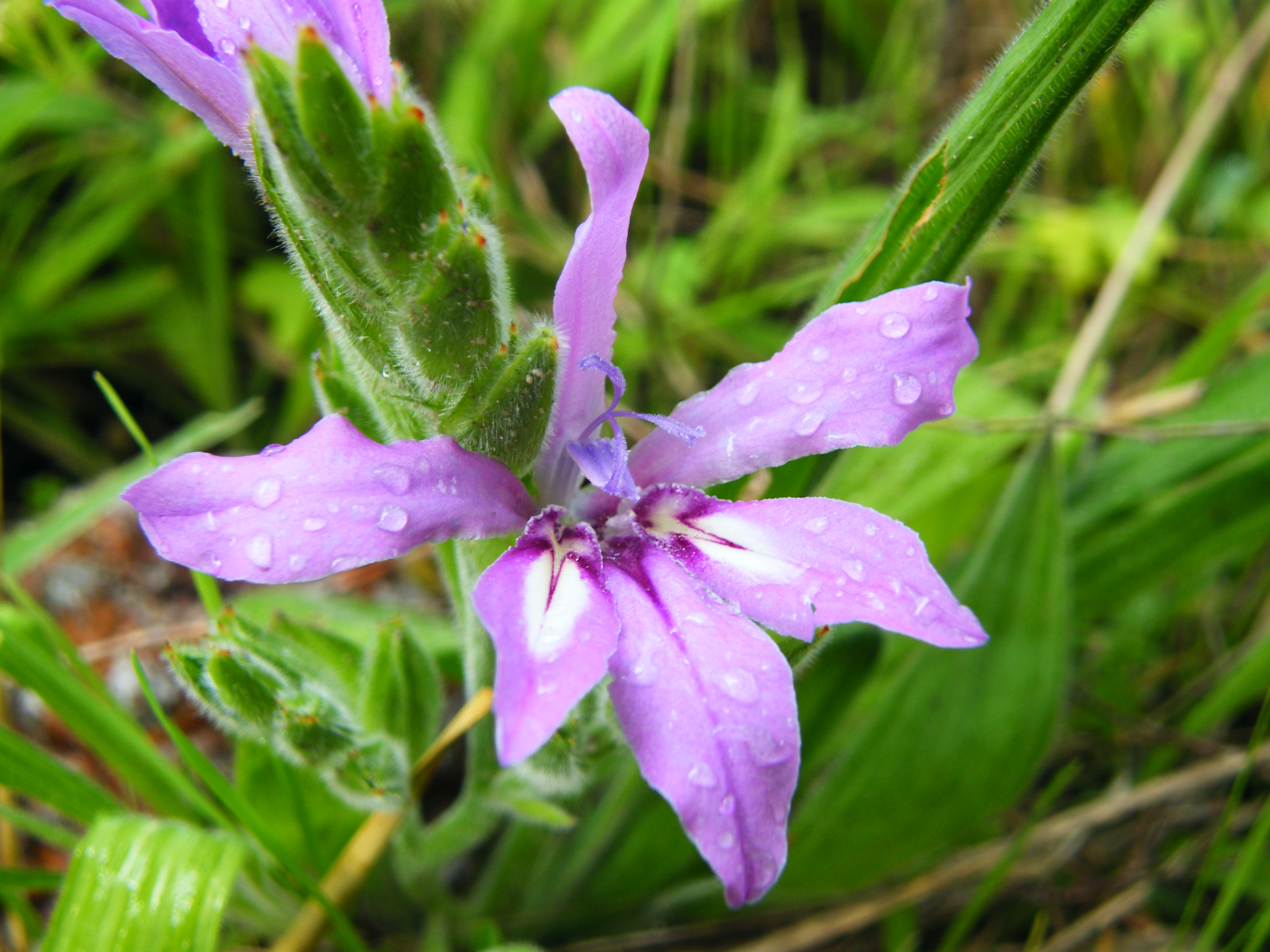
Dreizählige, zygomorphe Blüte von Babiana ambigua

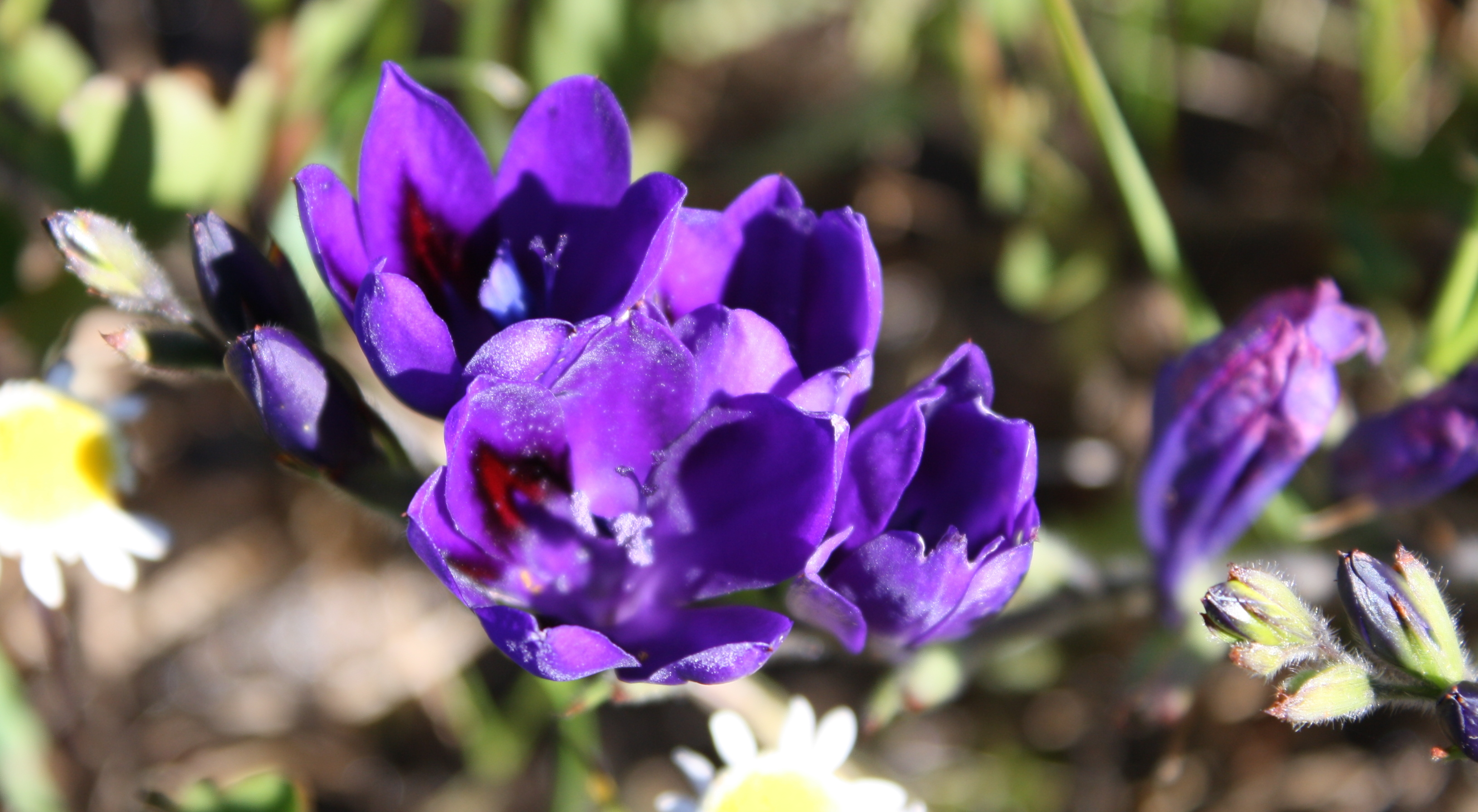
Blütenstand von Babana angustifolia

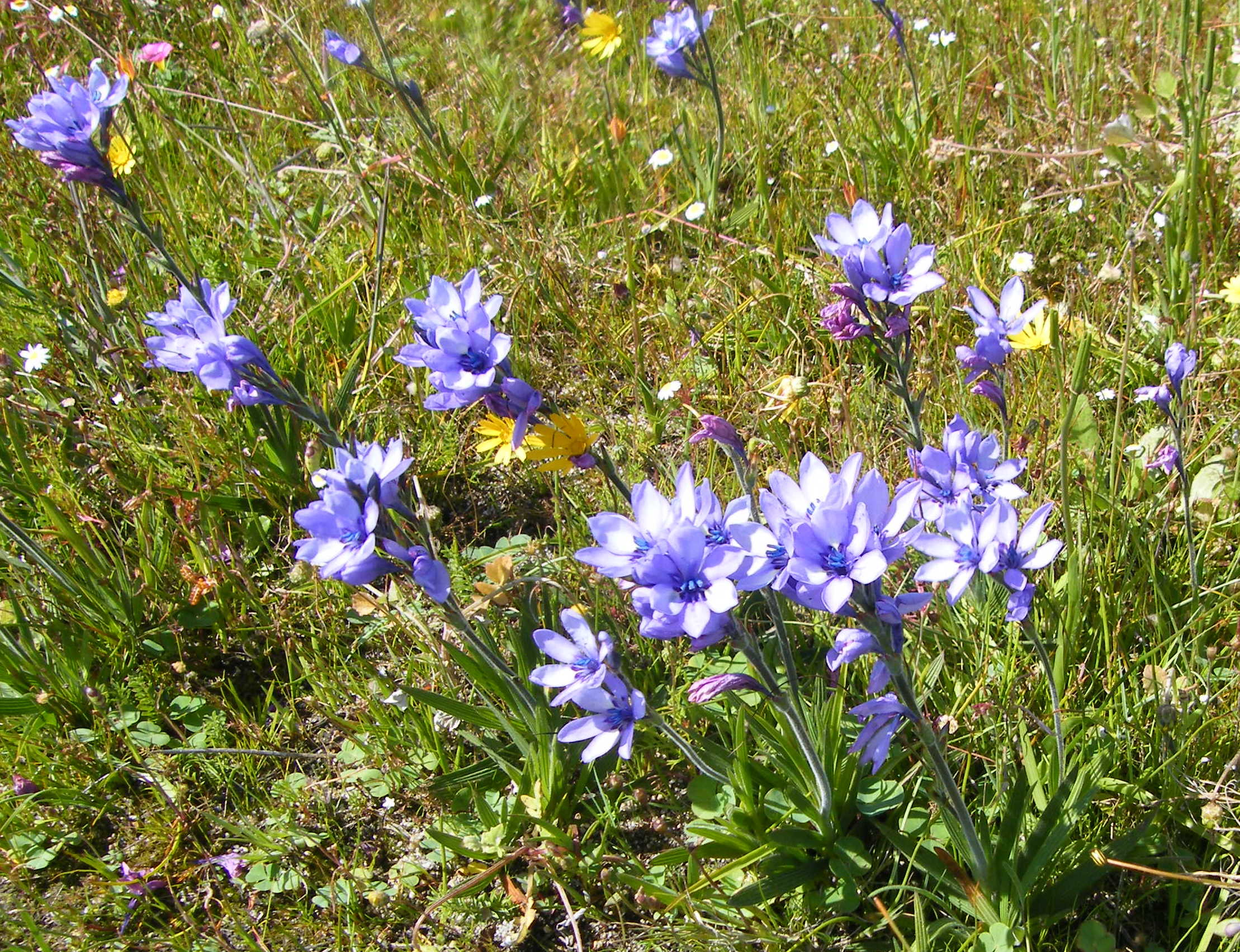
Habitus und Blütenstände von Babana fragrans

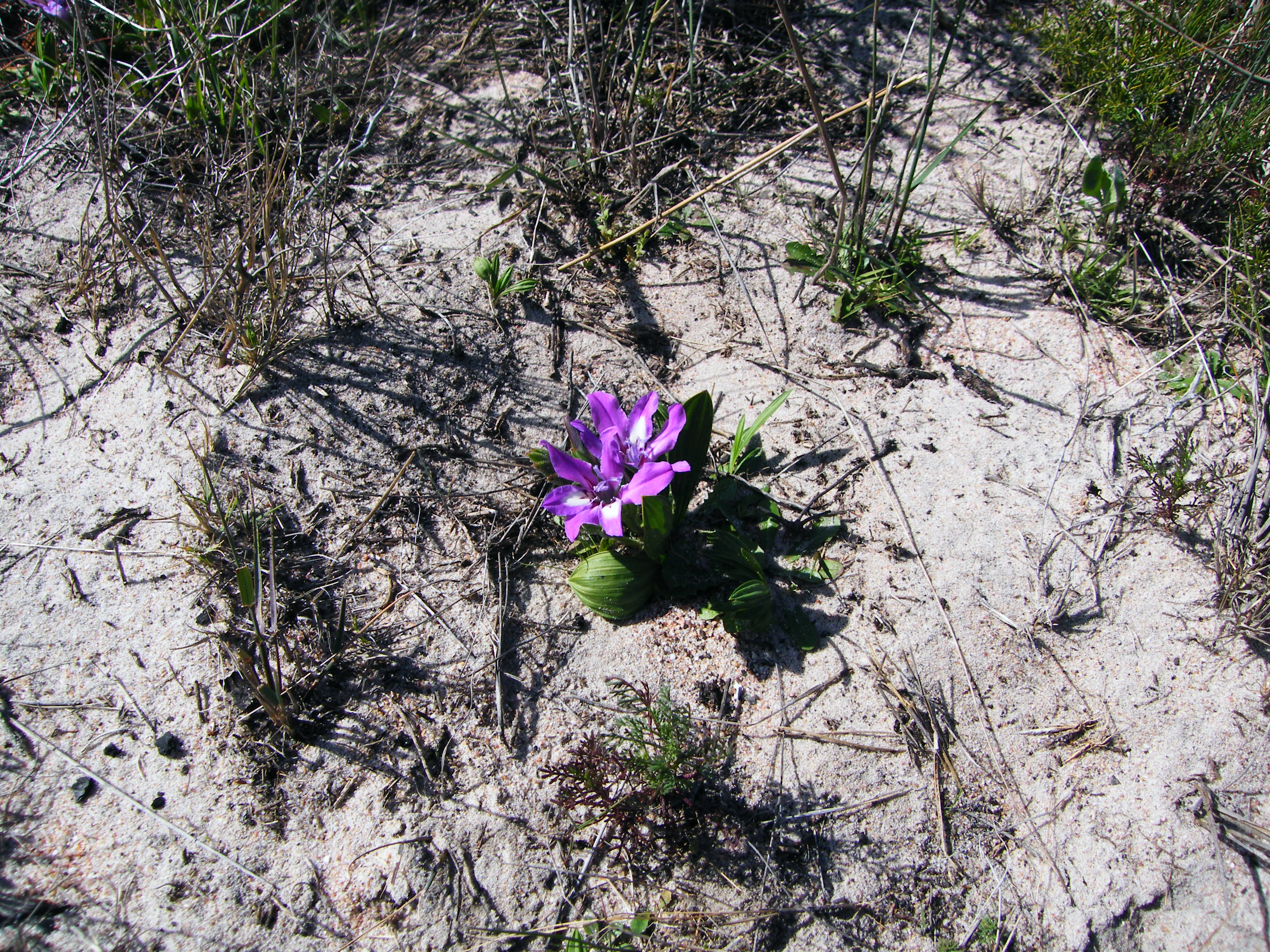
Babana nana subsp. nana im Habitat

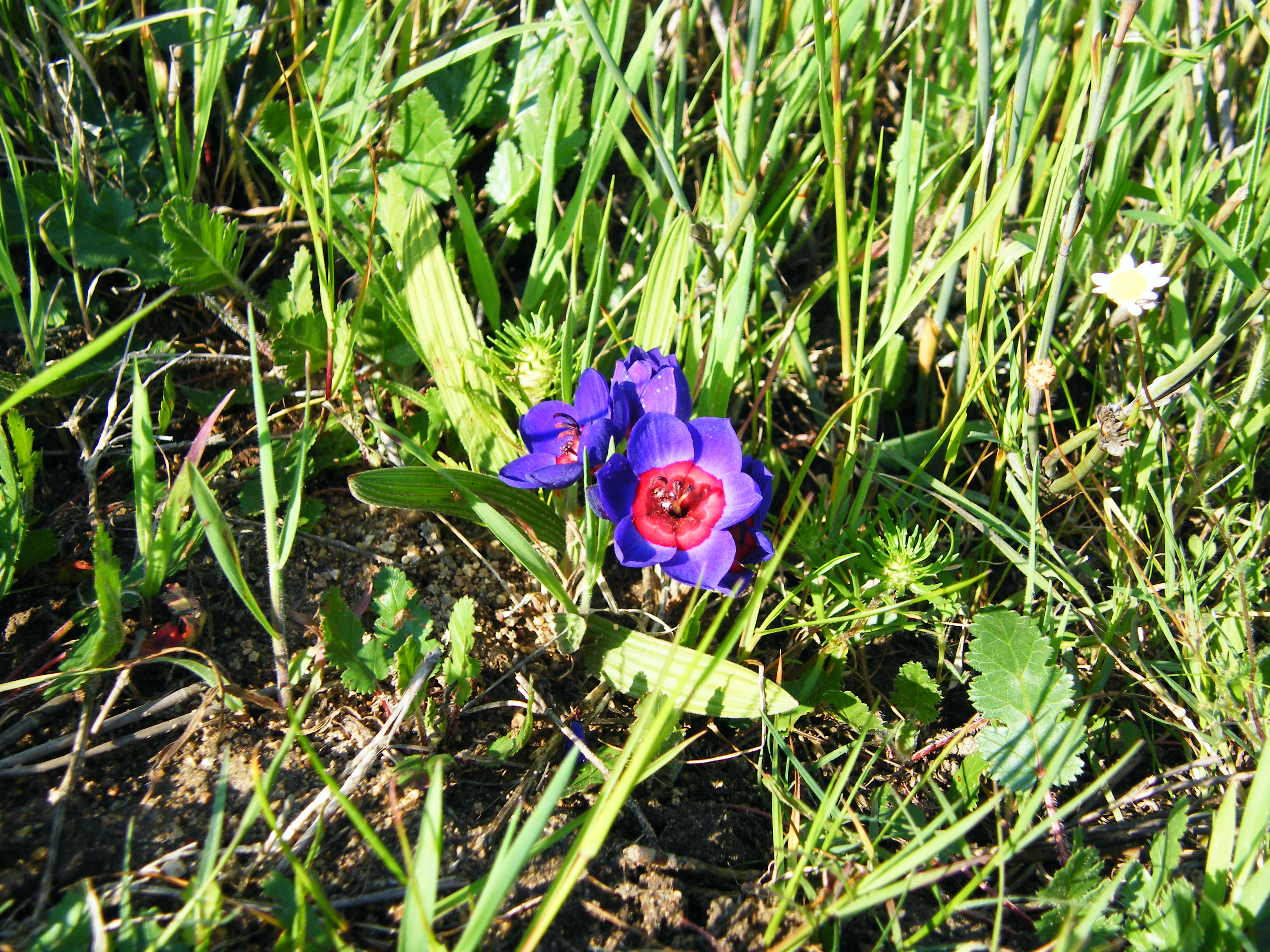
Babana rubrocyanea

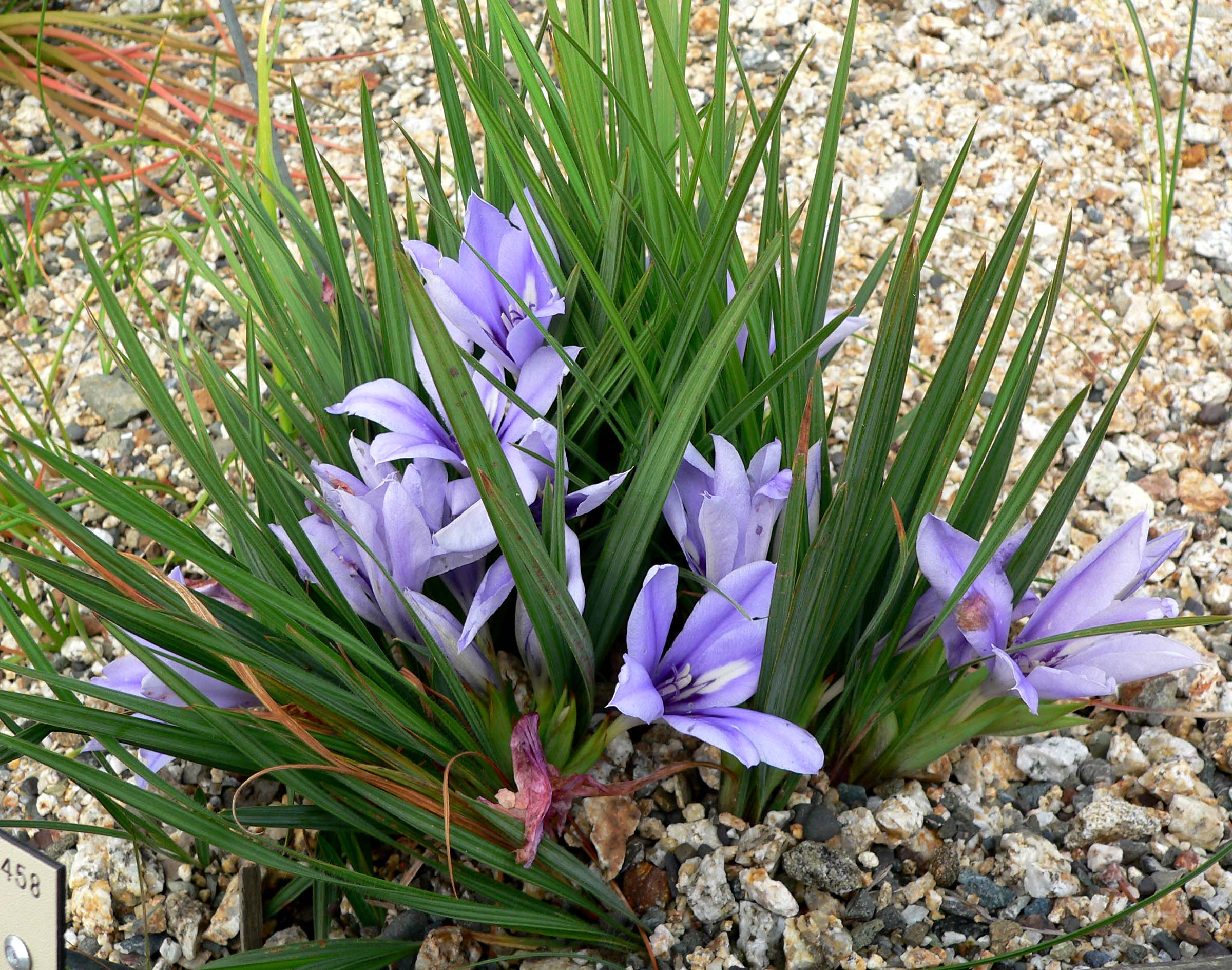
Babiana sambucina

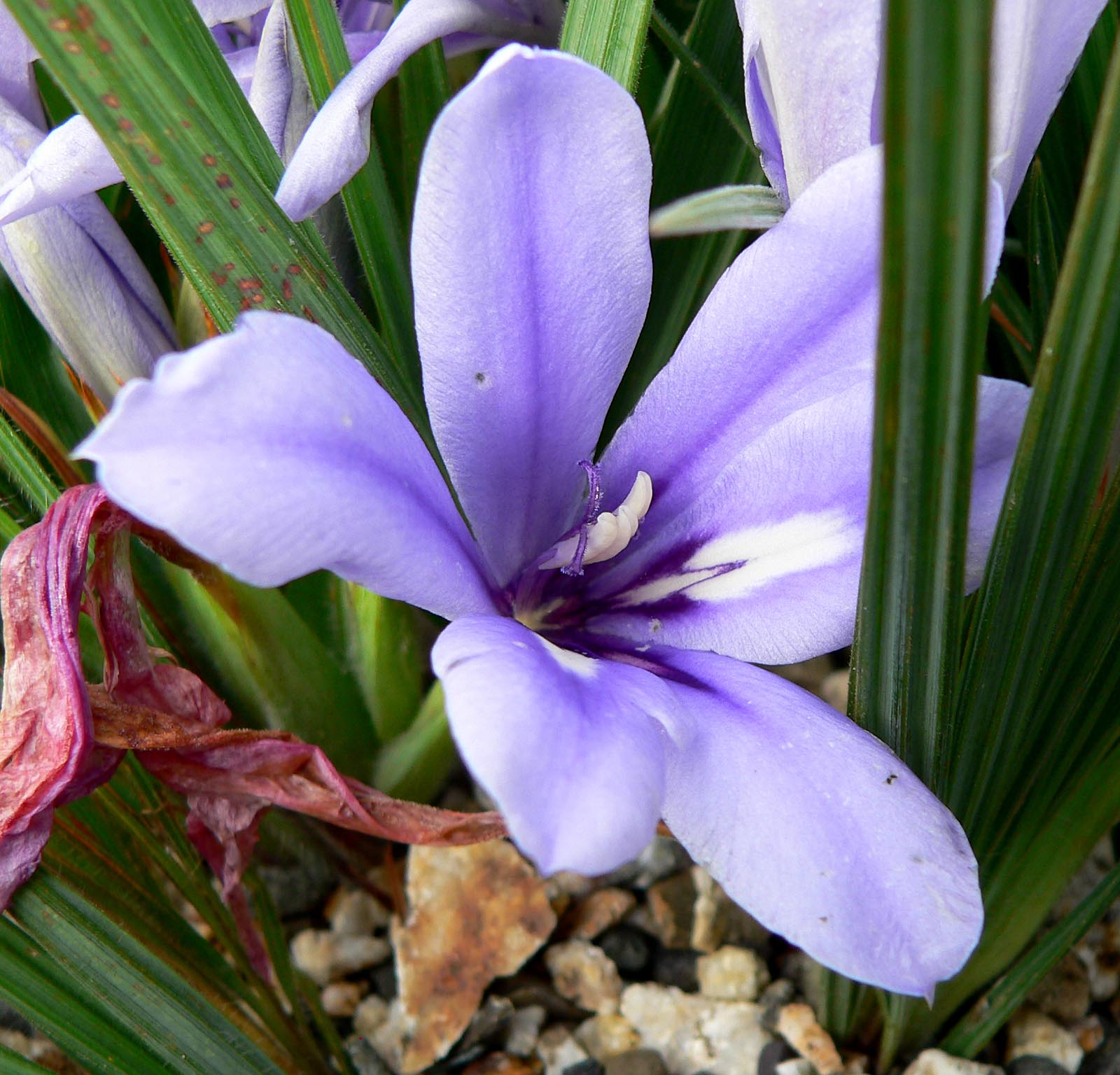
Dreizählige, Blüte von Babiana sambucina

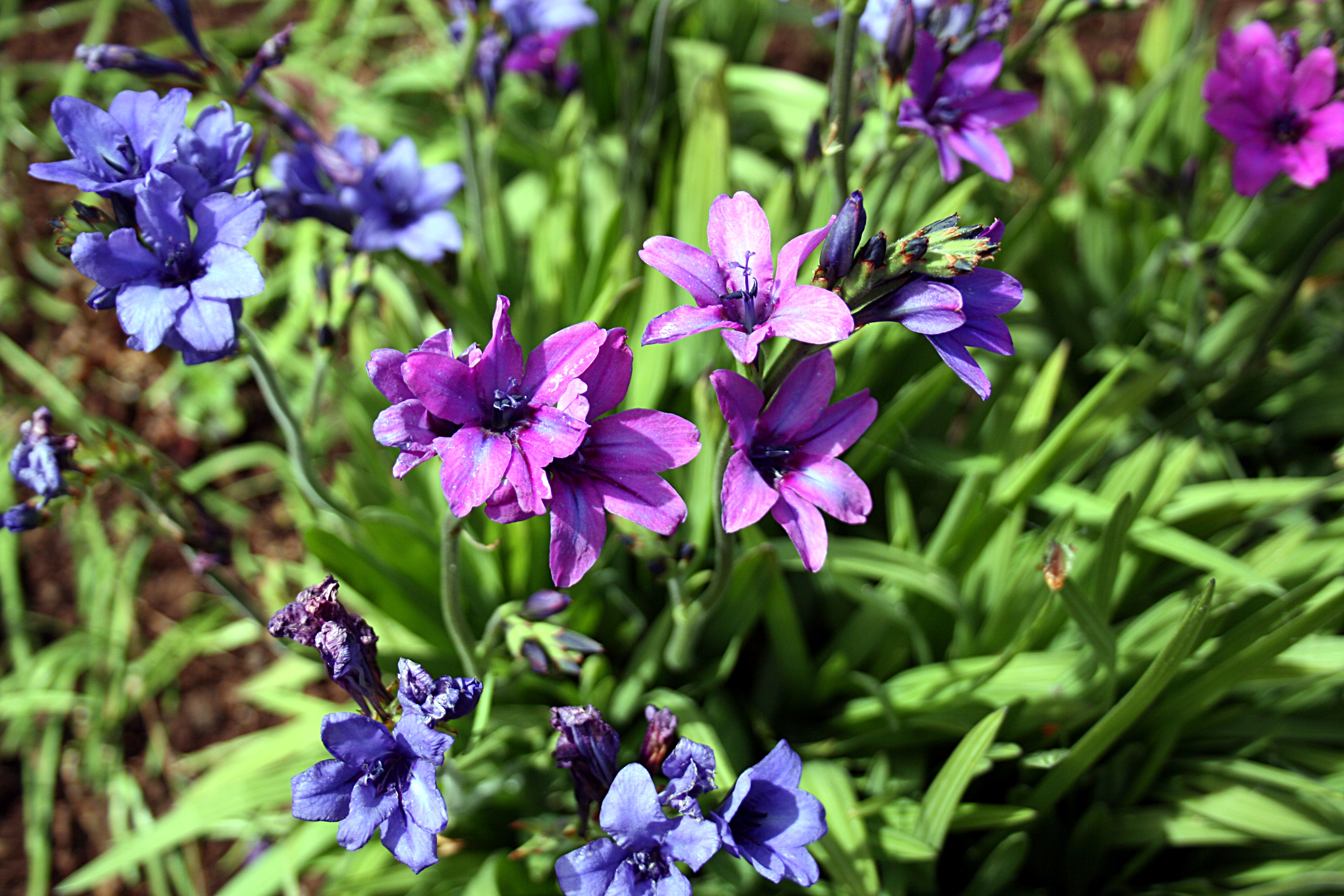
Babiana stricta in Kultur

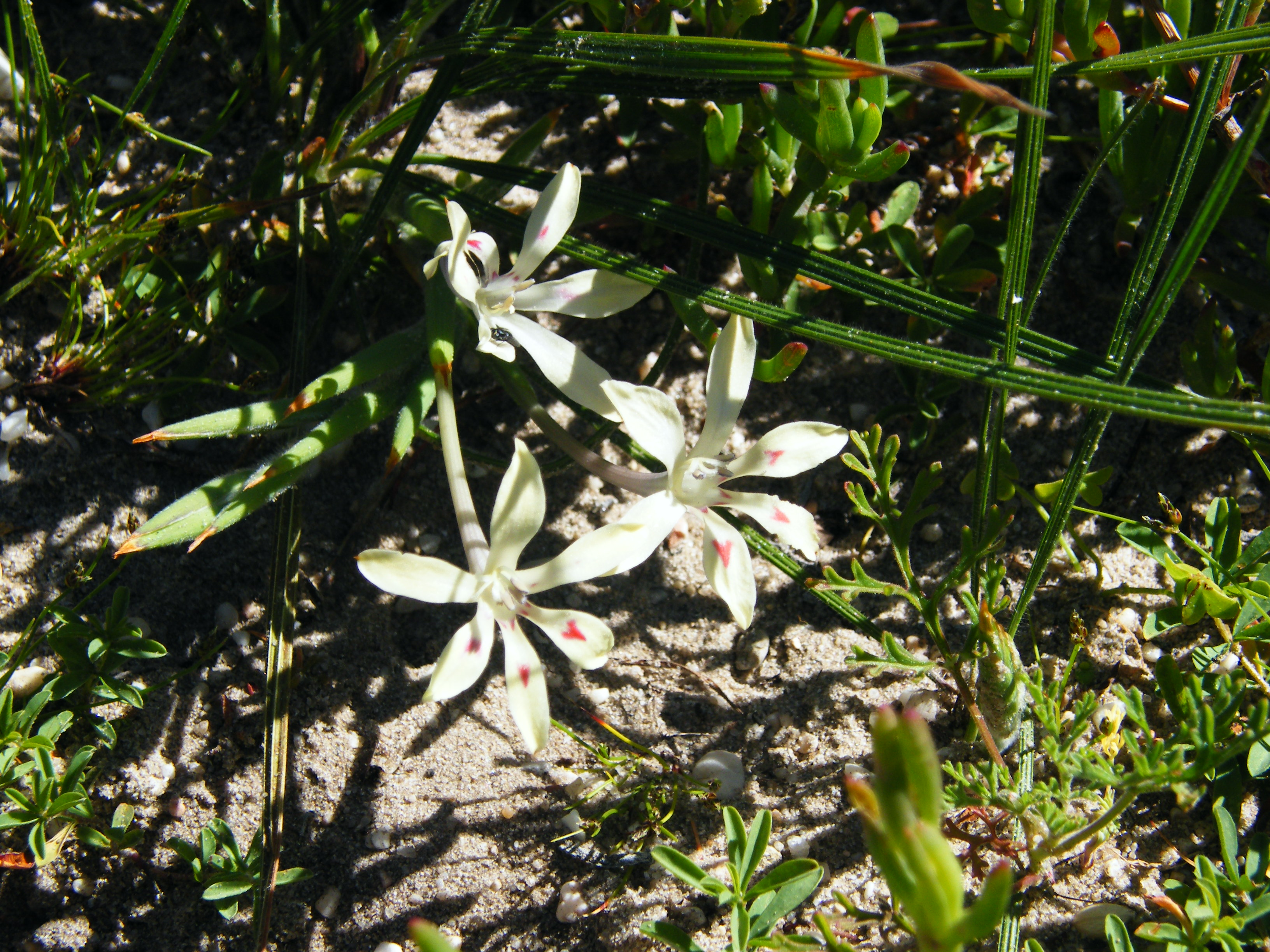
Babiana tubiflora

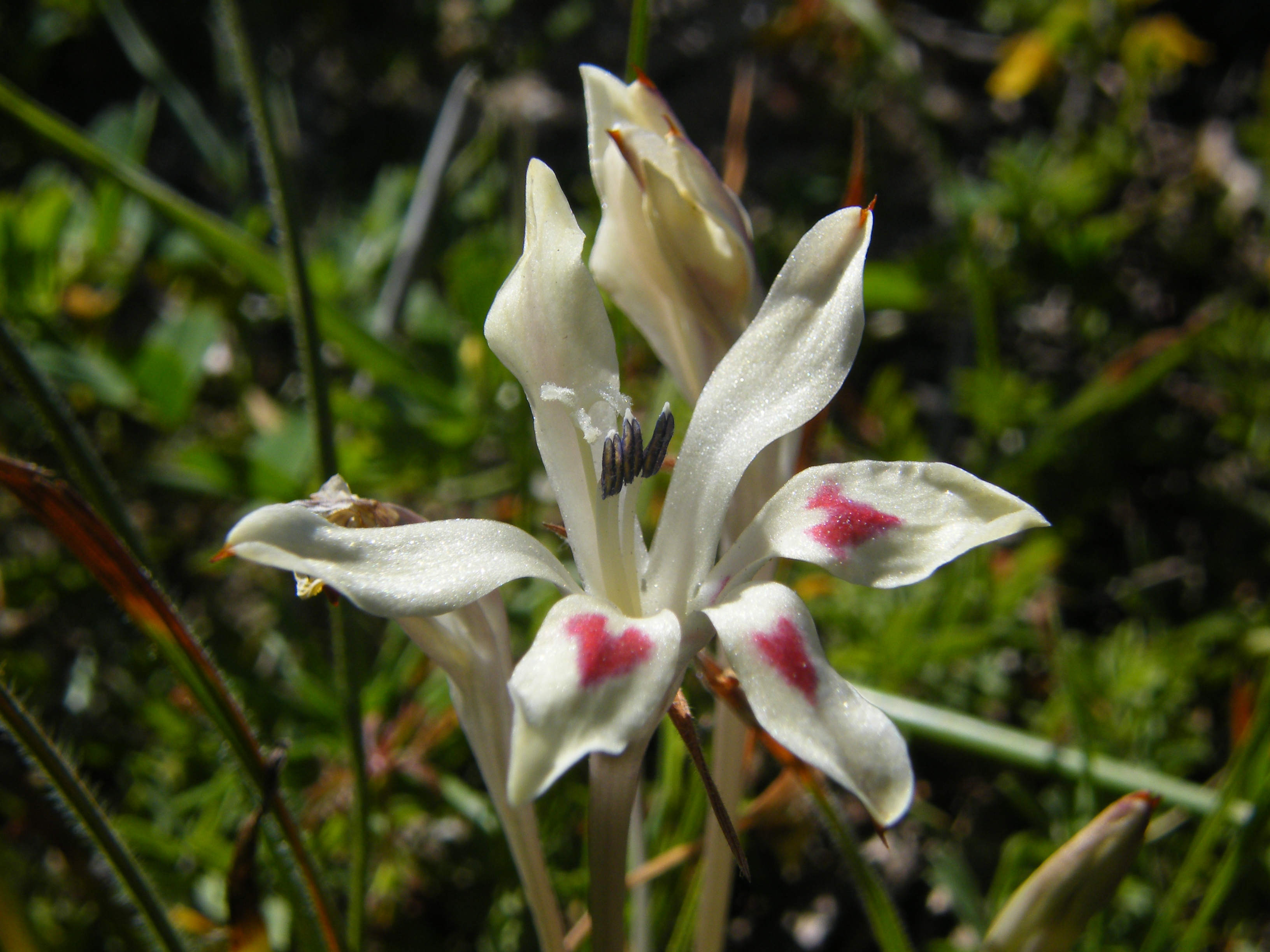
Dreizählige, zygomorphe Blüte von Babiana tubiflora

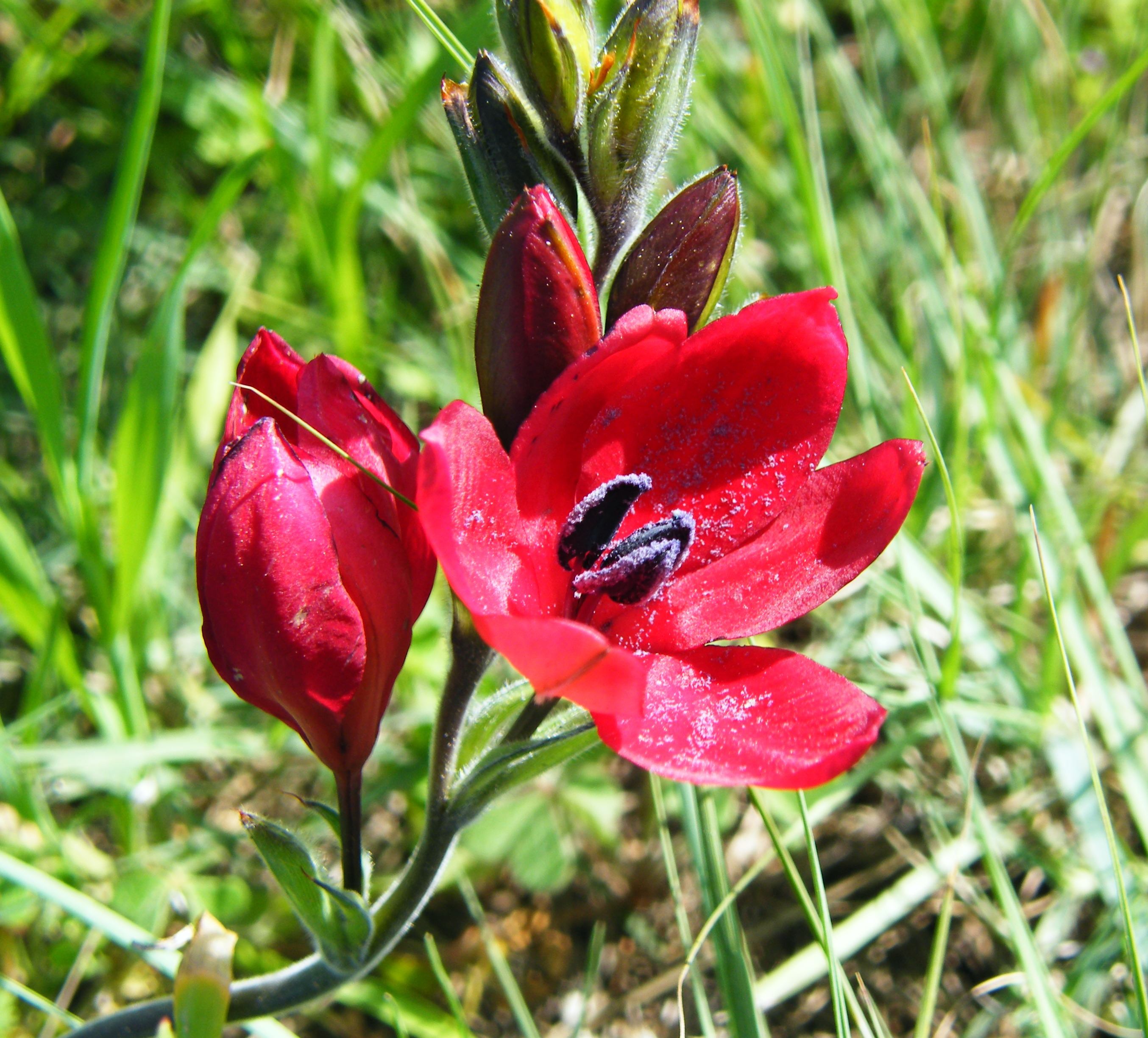
Blütenstand von Babiana villosa

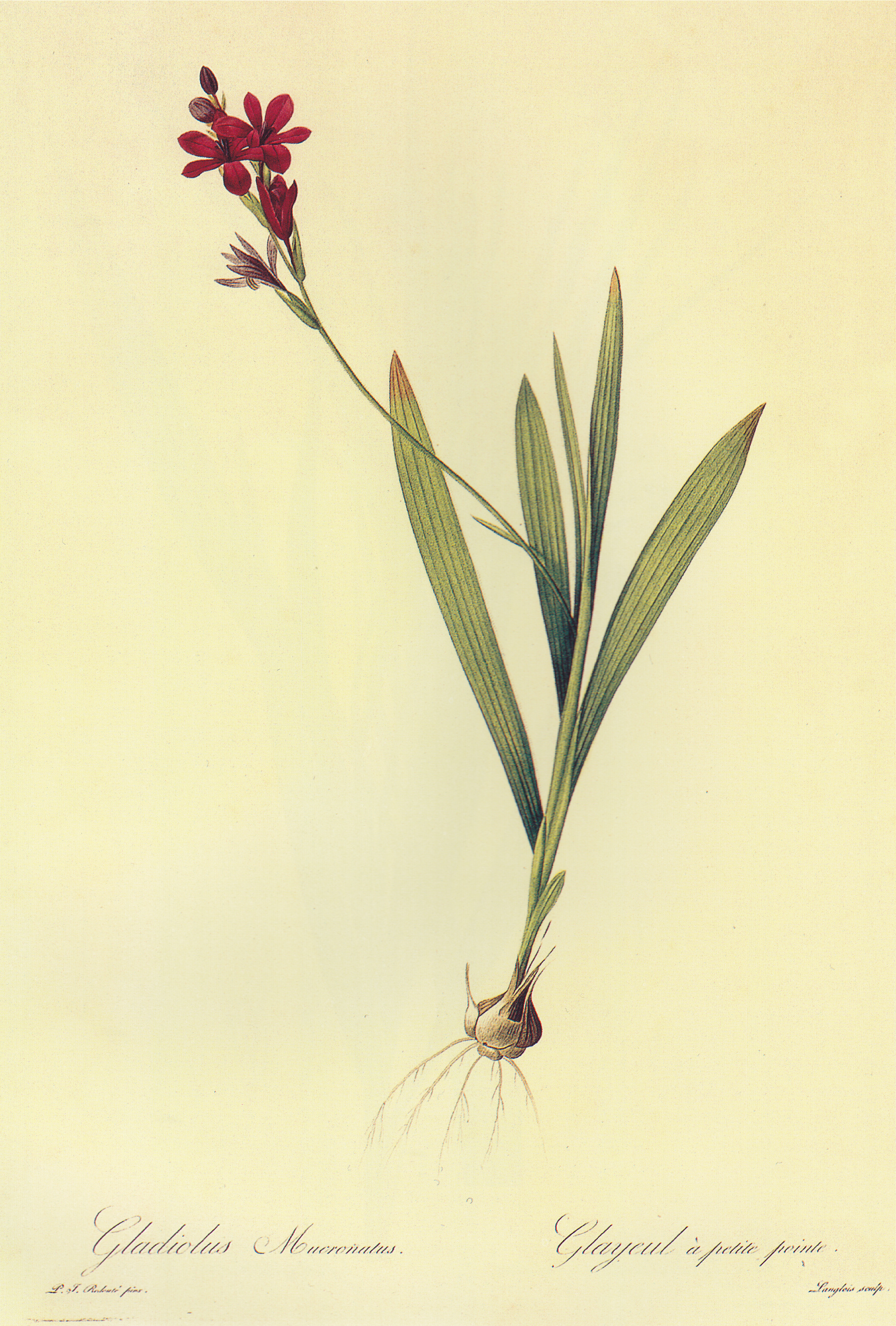
Illustration von Babiana villosa

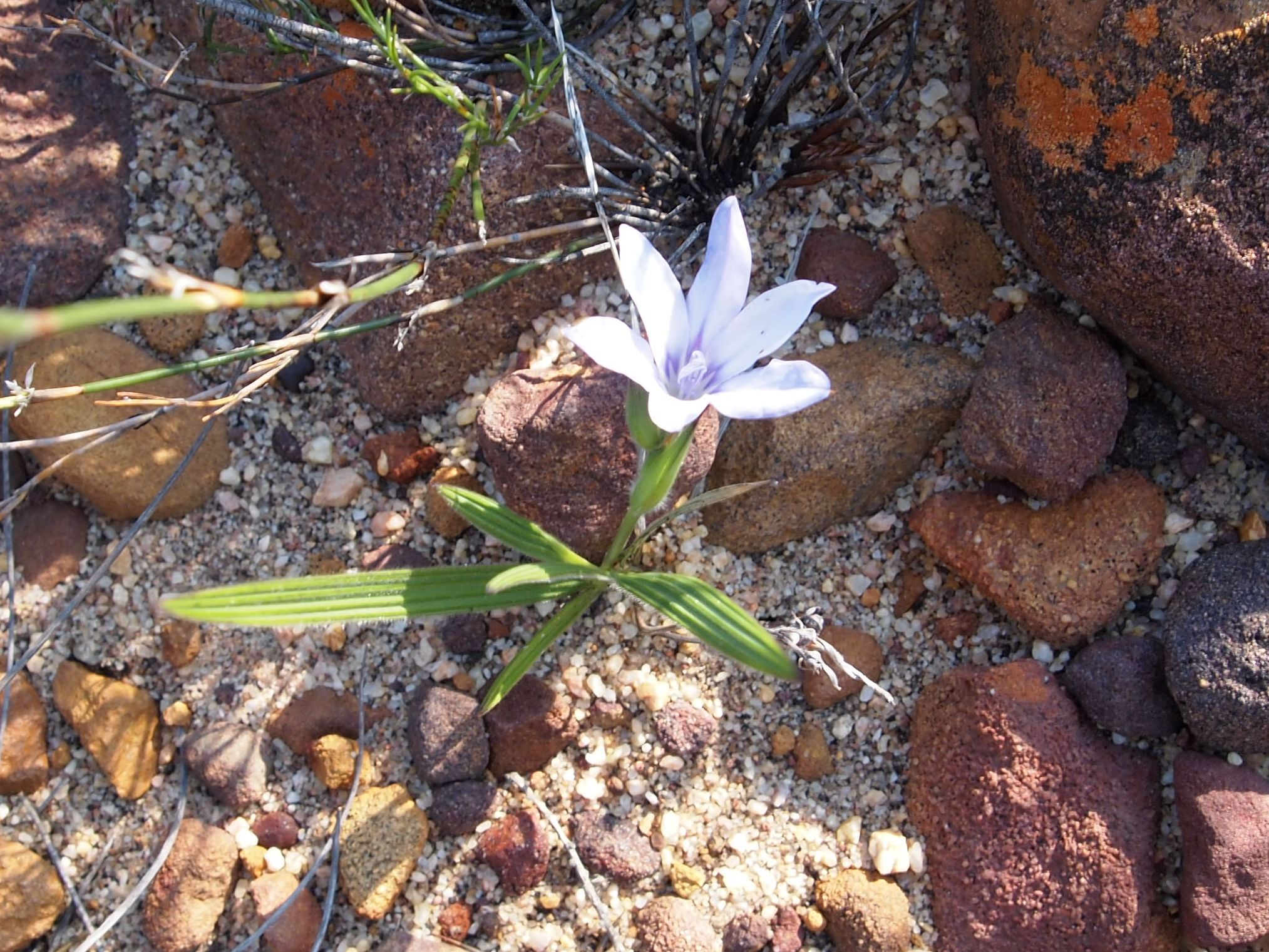
Babiana villosula

- Babiana ambigua (Roem. & Schult.) G.J.Lewis (Syn.: Babiana obliqua E.Phillips): Sie gedeiht im Fynbos. Sie ist von mehr als 20 Fundorten von Gifberg südwärts bis zur Kaphalbinsel und ostwärts entlang der Küste bis Riversdale im Nordkap und Westkap bekannt. Die Bestände gelten als stabil.[2]
- Babiana angustifolia Sweet: Sie gedeiht im Fynbos. Sie ist von etwa 20 Fundorten von Piketberg bis Somerset West im Westkap bekannt. Die Bestände nehmen ab.[2]
- Babiana arenicola Goldblatt & J.C.Manning: Dieser Endemit ist nur von zwei Fundorten in Brandvlei im Westkap bekannt. Ein Teil des Bestandes eines Fundortes ist durch einen Dammbau verschwunden. Durch Ausdehnung des Weinanbaus nehmen die Bestände fortlaufend ab.[2]
- Babiana attenuata G.J.Lewis: Sie kommt nur im Nordkap vor. Die Bestände gelten als stabil.[2]
- Babiana auriculata G.J.Lewis: Dieser Endemit ist nur von vier Fundorten bekannt. Er gedeiht im Fynbos in den Pakhuis Mountains im Westkap. Die Bestände gelten als stabil.[2]
- Babiana avicularis Goldblatt & J.C.Manning: Dieser Endemit ist nur von vier Fundorten bekannt. Er kommt nur im West Coast Sandveld zwischen Elands Bay und Clanwilliam im Westkap vor. Die abnehmenden Bestände sind durch Habitatverlust durch Kartoffelfelder fortlaufend gefährdet.[2]
- Babiana bainesii Baker: Sie ist in den südafrikanischen Provinzen Limpopo, Northern Cape sowie North West verbreitet. Die Bestände gelten als stabil.[2]
- Babiana blanda (L.Bolus) G.J.Lewis: Dieser Endemit ist nur von zwei stark isolierten Fundorten bekannt. Er wurde in den 1940er Jahren dreimal gesammelt und wurde danach 56 Jahre lang nicht mehr gesichtet. In dieser Zeit wurden 98 % des Habitats durch Verstädterung und Landwirtschaft umgewandelt. 2006 wurde eine Fundort nahe Philadelphia mit mehr als 2000 Exemplaren wiederentdeckt. 2007 fand man einen Bestand mit etwa 1000 Exemplaren nahe Malmesbury. Die Bestände nehmen durch invasive Pflanzenarten ab. Ein Teil des Malmesbury-Bestandes ging 2012 verloren. Sie gedeiht im Fynbos nur an saisonal feuchten Standorten von Darling bis Paarl im Westkap.[2]
- Babiana brachystachys (Baker) G.J.Lewis: Sie gedeiht im tiefen weißen Sand in Küstennähe in der „West Coast strandveld“ Vegetation in der Sukkulentenkaroo an der Küste von Namaqualand von Lambert's Bay bis Hondeklipbaai im Nordkap. Zwei der Bestände nehmen durch Sandabbau zur Schwermetalgewinnung ab. Aber die anderen Bestände in den Dünen sind stabil.[2]
- Babiana carminea J.C.Manning & Goldblatt: Dieser Endemit gedeiht nur in Felsspalten auf Kalkstein in Knersvlakte im Westkap. Es sind nur zwei Fundorte bekannt mit insgesamt weniger als 100 Exemplaren. Diese beiden Fundorte sind zwar durch Kalkabbau gefährdet, doch gelten die Bestände als stabil.[2]
- Babiana cedarbergensis G.J.Lewis: Dieser Endemit gedeiht im Fynbos auf steinigen Böden über Sandstein nur in den Zederbergen. Es sind zehn Standorte bekannt, die meist in geschützten, nicht landwirtschaftlich nutzbaren Gebieten liegen und die Bestände gelten als stabil.[2]
- Babiana cinnamomea J.C.Manning & Goldblatt: Diese 2007 erstbeschrieben Art kommt von Vanrhynsdorp bis zu den Langebergen nordwestlich von Loeriesfontein im Westkap vor. Bisher sind sechs weit voneinander isolierte, sehr kleine Standorte bekannt. Es handelt sich um einen Habitatspezialisten in der Sukkulenten-Karoo in Felsspalten an Hängen an der Basis von Bergen und es scheint als sei sie an Granit-Standorte gebunden. Die Bestände gelten als stabil.[2]
- Babiana confusa (G.J.Lewis) Goldblatt & J.C.Manning: Von dieser Art ist wenig bekannt und sie wurde wohl, an bisher acht Fundorten, zu wenig gesammelt (weniger als zehn Aufsammlungen). Sie kommt vom südlichen Namaqualand (Groen River) bis Hopefield im West- und Nordkap vor. Sie gedeiht im Fynbos und in der Sukkulenten-Karoo. Einige Bestände sind durch Landwirtschaft gefährdet.[2]
- Babiana crispa G.J.Lewis: Sie ist im West- sowie Nordkap verbreitet. Die Bestände gelten als stabil.[2]
- Babiana cuneata J.C.Manning & Goldblatt: Sie ist von den Bokkeveld Mountains bis zum Inland Cold Bokkeveld mit Karoopoort und ostwärts auf dem Roggeveld Escarpment südlich bis zur Basis der Witteberge nahe Laingsburg im West- sowie Nordkap verbreitet. Die Bestände gelten als stabil.[2]
- Babiana curviscapa G.J.Lewis (Syn.: Babiana framesii var. kamiesbergensis G.J.Lewis): Sie ist mit mehr als zehn Fundorten eine der am häufigsten vorkommenden Babiana-Arten in Namaqualand und nicht gefährdet. Sie kommt von Steinkopf südwärts bis zu den Kamiesbergen und Hügeln westlich von Bitterfontein im Nordkap vor. Sie gedeiht in der Sukkulenten-Karoo auf Granit-Aufschüssen und steinigen granitischen Ebenen. Die Bestände gelten als stabil.[2]
- Babiana dregei Baker: Sie kommt nur im Nordkap vor. Die Bestände gelten als stabil.[2]
- Babiana ecklonii Klatt (Syn.: Babiana velutina Schltr.): Sie ist im West- sowie Nordkap verbreitet. Die Bestände gelten als stabil.[2]
- Babiana engysiphon J.C.Manning & Goldblatt: Es sind nur drei bis fünf Fundorte im südlichen Bokkeveld Escarpment zwischen Botterkloof und Gifberg im Nordkap bekannt. Sie gedeiht im Restio-dominierten Fynbos in tiefgründigen, sandigen Böden. Die Bestände nehmen durch die Ausweitung des Anbaus von Rooibos-Tee fortlaufend ab.[2]
- Babiana fimbriata (Klatt) Baker: Sie ist im West- sowie Nordkap verbreitet. Die Bestände gelten als stabil.[2]
- Babiana flabellifolia Harv. ex Klatt: Sie ist im West- sowie Nordkap verbreitet. Die Bestände gelten als stabil.[2]
- Babiana foliosa G.J.Lewis: Von ihr ist nur eine Aufsammlung nahe Riviersonderend im Westkap aus dem Jahr 1951 bekannt. In dieser Lehm-Ebene war die ursprüngliche Vegetation Fynbos. Dieses Gebiet ist heute weitgehend Weizenackerfläche. Diese Art ist vielleicht ausgestorben.[2]
- Babiana fourcadei G.J.Lewis: Sie ist im West- sowie Nordkap verbreitet. Die Bestände gelten als stabil.[2]
- Babiana fragrans (Jacq.) Goldblatt & J.C.Manning (Syn.: Babiana disticha Ker Gawl., Babiana plicata Ker Gawl., Babiana stricta var. sulphurea sensu G.J.Lewis, Gladiolus fragrans Jacq.): Sie kommt von der Kaphalbinsel bis Malmesbury und Ceres im Westkap vor. Sie war früher weiter verbreitet und hat viele ihre niedriger gelegenen Fundorte durch Verstädterung, Landwirtschaft und invasive Pflanzenarten verloren. Es sind noch 14 bis 20 Fundorte vorhanden und die Bestände nehmen fortlaufend ab. Sie gedeiht im Fynbos und Renosterveld auf Sandstein, Granit, Lehmhängen und -ebenen in Höhenlagen unterhalb von 900 Metern.[2]
- Babiana framesii L.Bolus: Dieser Endemit kommt nur am Bokkeveld-Plateau in einem höchstens 100 km² großen Gebiet rund um Nieuwoudtville im Nordkap vor. Er gedeiht im Fynbos in schweren Lehmböden auf Dolerit-Aufschlüssen. Diese seltene Art gilt nicht als gefährdet.[2]
- Babiana gariepensis Goldblatt & J.C.Manning: Die Erstbeschreibung erfolgte 2007. Sie ist im Richtersveld in Orange River sowieSteinkopf im Nordkap und im südwestlichen Namibia verbreitet. Das Verbreitungsgebiet ist botanisch nicht gut erforscht. Die Bestände gelten als stabil.[2]
- Babiana geniculata G.J.Lewis: Dieser seltene Endemit kommt nur in den Pakhuis-Bergen, Biedouw Mountain sowie nördlichen Cederbergen im Westkap vor. Er gedeiht auf felsigen Sandstein im trockenen Fynbos. Die Bestände gelten als stabil.[2]
- Babiana grandiflora Goldblatt & J.C.Manning: Sie ist im West- sowie Nordkap verbreitet. Die Bestände gelten als stabil.[2]
- Babiana hirsuta (Lam.) Goldblatt & J.C.Manning (Syn.: Babiana thunbergii Ker Gawl.): Sie kommt im Küstenbereich von Namaqualand von Saldanha bis zur Mündung des Orange River im Nord- sowie Westkap vor. Sie gedeiht an der Küste in der Wüste und der Sukkulenten-Karoo in sandigen Ebenen und Dünen. Es sind 15 Fundorte bekannt, die alle durch unterschiedliche Aktivitäten gefährdet sind. Die Bestände nehmen ab.[2]
- Babiana horizontalis G.J.Lewis: Dieser Endemit ist nur von drei Fundorten im Richtersveld im Nordkap bekannt. Er gedeiht im Sukkulenten-Karoo-Buschland in Felsspalten auf Granitaufschlüssen. Teile des Verbreitungsgebietes sind überweidet, dort sind die Bestände gefährdet. Aber einige Populationen sind sicher und stabil.[2]
- Babiana hypogaea Burch.: Sie gedeiht auf roten Sandebenen in Namibia und in Bushmanland sowie in der oberen Karoo in den südafrikanischen Provinzen Free State, Nordkap sowie North West.[2]
- Babiana inclinata Goldblatt & J.C.Manning: Dieser Endemit kommt nur im Tiefland von Piketberg, Porterville bis Gouda und Darling im Westkap vor. Dieses Gebiet ist größtenteils zu Weizenackerflächen umgewandelt worden. Nur etwa zehn stark voneinander isolierte Fundorte hauptsächlich an Straßenrändern sind verblieben. Sie gedeiht eigentlich im Fynbos des Swartland Shale Renosterveld, Lehmebenen sowie tieferen Hängen. Meist sind die spezialisierten Bestäuber nicht mehr vorhanden.[2]
- Babiana karooica Goldblatt & J.C.Manning: Dieser 2007 erstbeschriebene Endemit kommt nur von Oudtshoorn bis De Rust im Westkap vor. Er gedeiht im Albany-Dickicht, Sukkulenten-Karoo auf Enon-Konglomerat-Aufschlüssen. Es sind weniger als zehn Fundorte bekannt. Alle Fundorte sind durch Landwirtschaft und Verstädterung beeinträchtigt und einige bereits verloren gegangen. Die Bestände nehmen fortlaufend ab.[2]
- Babiana lapeirousioides Goldblatt & J.C.Manning: Dieser seltene Endemit kommt nur im Namaqualand östliche von Kamieskroon im Nordkap vor. Er gedeiht im Sukkulenten-Karoo auf sandigen Böden in Felsspalten auf Felsgraten. Dieses Gebiet ist botanisch kaum erforscht und so ist nur ein Fundort bekannt, dies bedeutet in diesem Fall aber nicht, dass es nicht mehr Standorte gibt. Diese Art wird in der Roten Liste der gefährdeten Pflanzenarten Südafrikas 2014 zwar als selten, aber nicht bedroht bewertet.[2]
- Babiana ×lata G.J.Lewis: Es ist eine Hybride aus Babiana blanda × Babiana villosula.
- Babiana latifolia L.Bolus: Von diesem Endemiten ist nur ein Fundort an der Basis des Piketberges im Westkap bekannt. Dieser Fundort ist ein kleiner Felsaufschluss inmitten von Weizenäckern in einer Lehmebene. Es sind 98 % des Areales durch diese Ackerflächen verloren gegangen. Es haben weniger als 50 Exemplare überlebt. Vielfältige Gründe führen zu fortlaufenden Dezimierung des Bestandes.[2]
- Babiana leipoldtii G.J.Lewis: Dieser Endemit kommt nur im Swartland von Malmesbury bis Darling und Klipheuwel im Westkap vor. Diese Art war früher weiter verbreitet und hat bis 2006 über 95 % ihres Areals durch Weizenäcker, Verstädterung und starke Beeinträchtigungen durch invasive Pflanzenarten verloren. Weniger als 5 km² seiner feuchten, sandigen, flachen Habitate sind unverändert. Die nur vier verbliebenen kleinen, voneinander isolierten Fundorte schrumpfen weiterhin durch invasive Pflanzenarten und Verstädterung.[2]
- Babiana lewisiana B.Nord. Dieser Endemit ist nur von zwei Fundorten im östlichen Knersvlakte im Nord- sowie Westkap bekannt. Sie gedeiht im Sukkulenten-Karoo nur an Quarzit-Stellen über salzhaltigen Lehmböden. Die Fundorte sind durch Bergbau und Ackerbau potentiell gefährdet. Trotzdem gelten die Bestände als stabil.[2]
- Babiana lineolata Klatt: Sie kommt im Westkap vor. Die Bestände gelten als stabil.[2]
- Babiana lobata G.J.Lewis: Dieser Endemit des Richtersveld kommt von Armanshoek bis zu den Stinkfontein-Bergen vor. Er gedeiht in der Sukkulenten-Karoo auf Ebenen sowie felsigen, niedrigen Hangbereichen. Die Bestände gelten als stabil.[2]
- Babiana longicollis Dinter: Sie kommt in Namibia vor.[4]
- Babiana melanops Goldblatt & J.C.Manning: Dieser Endemit kommt nur auf Hügeln von Darling bis Mamre und im Tulbagh-Tal im Westkap vor. Es gibt isolierte Fundorte auch bei Wellington, Klapmuts und auf den Bottelary-Hügeln. Weite Flächen des ursprünglichen Areals sind verloren gegangen. Es sind nur sieben bis zehn isolierte Fundorte bekannt. Die Restbestände sind auf vielfältige Weise gefährdet.[2]
- Babiana minuta G.J.Lewis: Sie ist im West- sowie Nordkap verbreitet. Die Bestände gelten als stabil.[2]
- Babiana montana G.J.Lewis: Von diesem Endemiten sind nur drei Fundorte von Caledon bis Bredasdorp im Westkap bekannt. Er gedeiht im Fynbos an Sandstein- und Kalkstein-Hängen. Über 80 % des ursprünglichen Areals sind in den letzten 70 Jahren an Weizenäcker verloren gegangen. Die verbliebenen Bestände sind durch Überweidung und invasive Pflanzen gefährdet und nehmen fortlaufend ab.[2]
- Babiana mucronata (Jacq.) Ker Gawl.: Es gibt zwei Unterarten:[2]
  - Babiana mucronata subsp. minor (G.J.Lewis) Goldblatt & J.C.Manning (Syn.: Babiana klaverensis G.J.Lewis, Babiana mucronata var. minor G.J.Lewis) Dieser Endemit kommt nur von Gifberg bis zum Bokkeveld Escarpment im Nord- sowie Westkap vor. Er gedeiht im Sukkulenten-Karoo auf sandigen Böden. Er ist nur von fünf Fundorten bekannt. Sein Habitat auf sandigen Böden ist besonders gut für Rooibostee-Plantagen geeignet. Ausweitung von landwirtschaftlichen Flächen und Sammeln von Exemplaren führt zur fortlaufenden Reduzierung der Bestände.[2]
  - Babiana mucronata (Jacq.) Ker Gawl. subsp. mucronata (Syn.: Babiana mucronata var. longituba G.J.Lewis, Babiana mucronata (Jacq.) Ker Gawl. var. mucronata): Sie kommt nur im Westkap vor. Die Bestände gelten als stabil.[2]
- Babiana namaquensis Baker (Syn.: Babiana buchubergensis Dinter): Sie kommt vom südwestlichen Namibia[4] bis zum Nordkap vor.[2]
- Babiana nana (Andrews) Spreng.: Es gibt zwei Unterarten:[2]
  - Babiana nana subsp. maculata (Klatt) Goldblatt & J.C.Manning: Dieser Endemit kommt nur entlang der Küste von der Kaphalbinsel bis Mossel Bay im Westkap vor. Er gedeiht im Fynbos in sandigen Küstenebenen und Dünen. Die 15 bis 20 voneinander isolierten Fundorte sind durch Verstädterung, Ackerbau und invasive Pflanzenarten bedroht. Die Bestände nehmen fortlaufend ab.[2]
  - Babiana nana (Andrews) Spreng. subsp. nana: Dieser Endemit kommt nur von Milnerton bis zur Vredenburg-Halbinsel im Westkap vor und ist im südlichen Teil des ursprünglichen Verbreitungsgebietes bereits ausgestorben. Er gedeiht in der Sandebenen-Fynbos und Dünen-Strandveld-Vegetation in sandigen Küstenebenen und Dünen. Die weit voneinander isolierten Fundorte sind durch Verstädterung und invasive Pflanzenarten bedroht. Die Bestände nehmen fortlaufend ab.[2]
- Babiana nervosa (Lam.) Goldblatt & J.C.Manning (Syn.: Gladiolus nervosus Lam.): Sie kommt in der südwestlichen Kapprovinz vor.[4]
- Babiana noctiflora J.C.Manning & Goldblatt: Dieser Endemit kommt nur in Paardeberg im Westkap vor. Es sind nur zwei Fundorte mit einem sehr kleinen Areal von weniger als 10 km² bekannt. Die früheren Habitate gingen an Obstgärten verloren. Die beiden Fundorte enthalten zusammen weniger als 250 blühfähige Exemplare. Sie gedeihen im Renosterveld im unteren Bereich von Hängen auf Böden über Granit. Vielfältige Faktoren führen zur fortlaufenden Verschlechterung der beiden Habitate, dennoch gilt der Restbestand als stabil.[2]
- Babiana odorata L.Bolus: Dieser Endemit des Swartland kommt von Piketberg bis Durbanville im Westkap vor. Es sind weite Bereiche des ursprünglichen Areals durch Weizenäcker und Verstädterung von Malmesbury sowie Darling verloren gegangen. Von den vier noch vorhandenen Fundorten hat einer seit 2005 98 % der Exemplare durch Verstädterung und Infrastrukturmaßnahmen verloren. Es erfolgt weiterhin eine Verschlechterung der Habitate durch Verschmutzung und invasive Pflanzenarten. Sie gedeiht auf alluvialen Renosterveld auf Lehmhängen und -ebenen.[2]
- Babiana papyracea Goldblatt & J.C.Manning: Dieser Endemit kommt nur in Nieuwoudtville im Nordkap vor. Über 95 % des früheren Areals gingen seit den 1940er Jahren durch Weizenäcker verloren. Er gedeiht im Renosterveld auf tillitischen Lehm. Es sind nur noch zwei kleine Restbestände bekannt, die fortlaufend abnehmen und potentiell durch invasive Grasarten bedroht sind.[2]
- Babiana patersoniae L.Bolus: Sie ist im West- sowie Ostkap verbreitet. Die Bestände gelten als stabil.[2]
- Babiana patula N.E.Br.: Sie ist von Tulbagh bis Albertinia im Westkap verbreitet. Obwohl durch vielfältige Gründe in den letzten 80 Jahren über 60 % des ursprünglichen Areals verloren ging, sind noch über 20 große Fundorte bekannt. Sie gedeiht im Fynbos auf Lehmhängen und -ebenen. Die Bestände nehmen fortlaufend ab.[2]
- Babiana pauciflora G.J.Lewis: Dieser Endemit kommt nur im Bokkeveld Escarpment im Nordkap vor. Es gingen Areale durch Landwirtschaft und Straßenbau verloren. Es sind nur vier Fundorte bekannt. Sie gedeiht im ariden Renosterveld auf Roten Sand-Lehmböden auf felsigen Ebenen. Die Bestände gelten als stabil.[2]
- Babiana petiolata Goldblatt & J.C.Manning: Dieser Endemit kommt nur von Velddrif bis Lambert's Bay im Westkap vor. Er gedeiht im Strandveld auf flachen sandigen Standorten nahe der Küste. Es sind nur vier Fundorte bekannt. Die Bestände nehmen fortlaufend durch Kartoffeläcker, Verstädterung und Bergbau ab.[2]
- Babiana pilosa G.J.Lewis: Dieser seltene Endemit kommt nur in Nuwerus im Westkap vor. Es sind nur zwei Fundorte bekannt. Sie gedeiht in der Sukkulenten-Karoo in Quarzitbändern auf felsigen Hängen. Es sind keine Gefährdungen der Bestände bekannt, da die Habitate unzugänglich sind.[2]
- Babiana planifolia (G.J.Lewis) Goldblatt & J.C.Manning (Syn.: Babiana striata var. planifolia G.J.Lewis): Sie kommt im Nordkap vor. Die Bestände gelten als stabil.[2]
- Babiana praemorsa Goldblatt & J.C.Manning: Sie kommt in Calvinia und der Hantamsbergen bis zum Bloukranspass im Nordkap vor. Sie gedeiht in der Sukkulenten-Karoo auf Dolerit-Aufschlüssen meist in Felsspalten. Sie ist von weniger als fünf Fundorten bekannt, aber nicht gefährdet, weil sie unzugänglich sind.[2]
- Babiana pubescens (Lam.) G.J.Lewis: Sie kommt im Nordkap vor. Die Bestände gelten als stabil.[2]
- Babiana purpurea (Jacq.) Ker Gawl. (Syn.: Babiana stricta var. purpurea (Ker Gawl.) Ker Gawl): Dieser Endemit kommt von Bot River bis Bredasdorp und bis Robertson im Westkap vor. Er gedeiht im Renosterveld auf Lehmebenen und -hügeln. Er ist nur noch von zwei Fundorten bekannt. Er hat in den letzten 60 über 80 % seines Areals an Weizenäcker und Weingärten verloren. Der größere Restbestand auf Gemeindeland der Stadt Caledon ist durch Verstädterung und invasiven Eucalyptus sowie Acacia-Arten. Der andere Restbestand liegt an einem Straßenrand und ist Straßenbauarbeiten und Pflege des Straßenrandes gefährdet.[2]
- Babiana pygmaea (Burm. f.) N.E.Br.: Dieser Endemit kommt von Hopefield bis Mamre im Westkap vor. Er gedeiht im Fynbos auf Schotterebenen und Sandstein-Aufschlüssen. Der größte Teil seines ursprünglichen Areals ging an Weizenfelder und auch an einen Weingarten verloren. Es sind nur zwei oder drei weit voneinander isolierte, kleine Fundorte bekannt. Diese Restbestände sind durch Überweidung und invasive Pflanzenarten fortlaufend gefährdet.[2]
- Babiana radiata Goldblatt & J.C.Manning: Dieser Endemit wurde 2007 erstbeschrieben und kommt nur in De Rust im Westkap vor. Er gedeiht im Fynbos in tiefgründigen, kieshaltigen Böden. Er wurde bisher nur an drei voneinander isolierten, kleinen Fundorten gesammelt; einer davon wurde 2006 durch den Bau einer Schweinefarm zerstört. Die zwei restlichen Fundorte befinden sich an Straßenrändern und sind durch Straßenerhaltungsmaßnahmen bedroht. Die Bestände nehmen fortlaufend ab.[2]
- Babiana regia (G.J.Lewis) Goldblatt & J.C.Manning (Syn.: Babiana stricta var. regia G.J.Lewis): Dieser Endemit kommt von Agter-Paarl bis Stellenbosch im Westkap vor. Er gedeiht im Fynbos in saisonal feuchten Ebenen auf lehmigen Böden. 11 der 14 historischen Fundorte sind in den letzten 60 Jahren durch Landwirtschaft und invasive Pflanzenarten verloren gegangen. Alle drei restlichen Fundorte sind voneinander isoliert sowie klein und durch invasive Pflanzenarten gefährdet. Die Bestände nehmen fortlaufend ab.[2]
- Babiana rigidifolia Goldblatt & J.C.Manning (Syn.: Babiana sambucina var. unguiculata G.J.Lewis): Sie ist im West- sowie Nordkap verbreitet. Die Bestände gelten als stabil.[2]
- Babiana ringens (L.) Ker Gawl.: Es gibt zwei Unterarten.[2]
  - Babiana ringens subsp. australis Goldblatt & J.C.Manning: Sie kommt von der Kap-Halbinsel bis Albertinia im Westkap vor. Sie gedeiht im sandigen Küsten-Fynbos. An wenigen Fundorten gehen die Bestände etwas durch die Aktivitäten am Strand zurück, aber insgesamt gelten sie als stabil.[2]
  - Babiana ringens (L.) Ker Gawl. subsp. ringens: Sie ist von Bokkeveld Escarpment bis zur Kap-Halbinsel in West- sowie Nordkap relativ weitverbreitet und ziemlich häufig. Sie gedeiht im Fynbos in sandigen Küstenebenen.[2]
- Babiana rivulicola Goldblatt & J.C.Manning: Dieser Endemit wurde 2012 von einem Fließgewässer südlich des Rooiberges in den Kamiesbergen im Nordkap erstbeschrieben. Er gedeiht nur in Ritzen des anstehenden Granitgesteins entlang dieses Fließgewässers.[2]
- Babiana rubella Goldblatt & J.C.Manning: Dieser Endemit kommt nur in Kotzesrus im Namaqualand im Nordkap vor. Er gedeiht in einer sandigen Ebene im Namaqualand-Strandveld. Es sind nur zwei kleine Fundorte von etwa 200 ha in der Umgebung der Typuslokalität bekannt. Dieses Gebiet wurde in den letzten 10 Jahren in Weizenacker umgewandelt und der Bestand ist dadurch weiterhin bedroht. Der Gesamtbestand besteht aus weniger als 1000 blühfähigen Exemplaren.[2]
- Babiana rubrocyanea (Jacq.) Ker Gawl.: Dieser Endemit kommt nur bei Darling im Westkap vor. Er gedeiht im Fynbos auf feuchten, alluvialen Sand über Lehm. Der größte Teil seines ursprünglichen Areals ging an Weizenfelder verloren. Er ist nur noch von einem Fundort auf einem privaten Schutzgebiet bekannt. Zur Frühjahrsblüte wird dieses Gebiet von tausenden Touristen besucht. Der Bestand ist fortlaufend bedroht durch Weidetiere und Trittschäden durch die Touristen.[2]
- Babiana salteri G.J.Lewis: Dieser Endemit kommt nur in Knersvlakte zwischen Vanrhynsdorp und dem Vanrhyns-Pass im Westkap vor. Er gedeiht in Fynbos sowie der Sukkulenten-Karoo auf Quarzit-Standorten, trockenen steinigen Ebenen und unter Bereichen von Hängen. Es sind nur vier Fundorte bekannt. Die Bestände sind potentiell durch Habitatverlust an Gips-Abbau und durch Beweidung gefährdet.[2]
- Babiana sambucina (Jacq.) Ker Gawl.: Es gibt zwei Unterarten:[2]
  - Babiana sambucina subsp. longibracteata (G.J.Lewis) Goldblatt & J.C.Manning: Dieser Endemit kommt nur im Bokkeveld Plateau in der Umgebung von Nieuwoudtville im Nordkap vor. Er gedeiht nur im Bokkeveld-Sandstein-Fynbos auf tiefgründigen sandigen Böden auf Ebenen und sanften Hügeln. Die meisten Aufsammlungen stammen vor 1970. Das ursprüngliche Areal wurde besonders in diesem Jahrhundert in Rooibostee-Plantagen umgewandelt. 2008 wurde vermutet, dass es noch fünf Fundorte geben könnte. Die Bestände nehmen fortlaufend durch Habitatverlust ab.[2]
  - Babiana sambucina (Jacq.) Ker Gawl. subsp. sambucina (Syn.: Babiana sambucina (Jacq.) Ker Gawl. var. sambucina, Babiana sambucina var. undulato-venosa (Klatt) G.J.Lewis, Babiana stellata Schltr.): Sie ist im Ost- sowie Westkap verbreitet. Die Bestände gelten als stabil.[2]
- Babiana scabrifolia Brehmer ex Klatt (Syn.: Babiana scabrifolia var. acuminata G.J.Lewis, Babiana scabrifolia var. declinata G.J.Lewis, Babiana scabrifolia Brehmer ex Klatt var. scabrifolia, Babiana subglabra G.J.Lewis): Dieser Endemit kommt nur in den Nardous-Bergen und von den nordöstlichen Cederbergen bis zum Olifants River-Tal in der Umgebung von Citrusdal im Westkap vor. Er gedeiht im trockenen Fynbos im unteren Bereich von steinigen und sandigen Berghängen. Es sind noch über 20 Fundorte bekannt und diese Art in mancherorts häufig. Große Bestände sind durch die „Cederberg Wilderness“ geschützt. Einige Fundorte werden auch weiterhin durch Landwirtschaft verloren gehen.[2]
- Babiana scariosa G.J.Lewis: Sie ist im West- sowie Nordkap verbreitet. Die Bestände gelten als stabil.[2]
- Babiana secunda (Thunb.) Ker Gawl.: Dieser Endemit kommt von Hopefield bis Paarl im Westkap vor. Von den 47 historischen Fundorten sind durch Verstädterung und Ausweitung von Weizenäckern sowie Weingärten nur noch drei stark voneinander isolierte, kleine Fundorte mit insgesamt weniger 10 km² verblieben. Er gedeiht im Renosterveld auf Lehmebenen. Die Restbestände sind durch invasive Pflanzenarten gefährdet.[2]
- Babiana sinuata G.J.Lewis: Sie kommt von Kamieskroon bis Clanwilliam im Nord- sowie Westkap vor. Sie gedeiht in Fynbos und in der Sukkulenten-Karoo auf steinigen Hügeln über Schiefergestein. Sie ist relativ häufig und nicht gefährdet. Nur 20 % des ursprünglichen Areals ist verloren gegangen, da die meisten Habitate für eine Nutzung durch den Menschen ungeeignet sind.[2]
- Babiana spathacea (L. f.) Ker Gawl.: Sie kommt im Nordkap vor. Die Bestände gelten als stabil.[2]
- Babiana spiralis Baker: Sie ist im West- sowie Nordkap verbreitet. Die Bestände gelten als stabil.[2]
- Babiana stenomera Schltr.: Dieser seltene Endemit kommt nur in Nuwerus, Kareeberg in Westkap vor. Er gedeiht im Fynbos auf sandigen granitischen und lehmigen Böden. Er ist nur von einem Fundort bekannt. Dieser Fundort ist durch nichts bedroht und die Bestände gelten als stabil.[2]
- Babiana striata (Jacq.) G.J.Lewis: Sie ist von Richtersveld bis Nuwerus im West- sowie Nordkap verbreitet. Dieses Gebiet ist botanisch wenig untersucht und deshalb kann es sein, dass diese Art häufiger ist, als die Herbarbelege vermuten lassen. Die Bestände gelten als stabil. Sie gedeiht in der Sukkulenten-Karoo auf steinigen und kiesigen Hängen in niedrigen Höhenlagen.[2]
- Babiana stricta (Aiton) Ker Gawl.: Sie kommt von Richtersveld bis Nuwerus in den Provinzen Nord- sowie Westkap vor. Sie gedeiht in der Sukkulenten-Karoo auf steinigen oder kiesigen Hängen in niedrigen Höhenlagen. Sie ist relativ häufig und nicht gefährdet.[2]
- Babiana symmetrantha Goldblatt & J.C.Manning: Dieser Endemit kommt nur im Gipfelbereich des Langberges vor, der an der Grenze von Namaqualand und der westlichen Karoo in der Nähe von Loeriesfontein im Nordkap liegt. Er wurde 2008 erstbeschrieben.
- Babiana tanquana J.C.Manning & Goldblatt: Sie kommt nur im Nordkap vor.[2]
- Babiana teretifolia Goldblatt & J.C.Manning: Sie kommt nur im Westkap vor.[2]
- Babiana torta G.J.Lewis[2]: Sie kommt von Springbok bis Bitterfontein und Kliprand im Namaqualand in der Provinz Nordkap vor. Sie gedeiht in der Sukkulenten-Karoo im Granit in Felsspalten, in denen sich nach leichten Regenfällen oder starker Taubildung Wasser ansammelt und dort sind die Zwiebeln vor Fraßfeinden geschützt. Man hatte lange Zeit gedacht, dass diese Art ziemlich selten ist, es zeigte sich aber, dass sie relativ häufig ist und es sind mehr als 15 Fundorte bekannt; sie wurde früher übersehen. Die Bestände gelten als stabil.[2]
- Babiana toximontana J.C.Manning & Goldblatt: Dieser Endemit kommt an den Ausläufern und Ebenen unterhalb der Matsikamma-Berge und Gifberge zwischen Klawer und Vanrhynsdorp in der Provinz Westkap vor. Er gedeiht im ariden Fynbos auf sandigen Ebenen und unteren Bereichen steiniger Hänge. Es sind nur vier oder fünf Fundorte bekannt. five locations. Die Fundorte auf den sandigen Ebenen sind durch Ausweitung von Rooibostee-Plantagen gefährdet. Diese Art hat gezeigt, dass sie brachliegende Felder wiederbesiedeln kann. Die Bestände nehmen fortlaufend ab.[2]
- Babiana tritonioides G.J.Lewis: Dieser Endemit kommt vom südlichen Richtersveld bis Komaggas in der Provinz Nordkap vor. Er gedeiht in der Sukkulenten-Karoo auf steinigen Hügeln über Granit. Er ist von weniger als fünf Fundorten bekannt. Die Bestände sind potentiell durch Beweidung gefährdet, trotzdem gelten die Bestände als stabil.[2]
- Babiana tubaeformis Goldblatt & J.C.Manning (Syn.: Babiana longiflora) Goldblatt & J.C.Manning, Babiana stricta var. grandiflora G.J.Lewis: Dieser Endemit kommt nur von Piketberg bis Porterville im Westkap vor. Er gedeiht im Übergangs-Fynbos-Renosterveld auf Sandstein-Aufschlüssen. 98 % des ursprünglichen Areals gingen an Weizenäcker verloren. Es ist nur noch ein natürlicher Restbestand mit weniger als 50 Exemplaren inmitten von Weizenäckern bekannt.[2]
- Babiana tubiflora (L. f.) Ker Gawl. (Syn.: Babiana tubulosa var. tubiflora (L. f.) G.J.Lewis): Sie kommt in Küstengebieten von Lamberts Bay bis Stilbaai und im Inland in der Umgebung von Darling und Piketberg im Westkap vor. Sie gedeiht in sandigen Küstenebenen und in Dünen im Strandveld und Fynbos. Es gingen signifikante Areale durch Verstädterung und Landwirtschaft verloren. Sie ist noch von mehr als zehn Fundorten bekannt, die nicht sehr voneinander isoliert sind. Sie toleriert Störungen relativ gut. Die Bestände fortlaufend nehmen ab.[2]
- Babiana tubulosa (Burm. f.) Ker Gawl.: Dieser Endemit kommt in Darling, Mamre und Langebaan in der Provinz Westkap vor. Er ist nur von drei Fundorten bekannt. Die Bestände sind potentiell gefährdet in Langebaan durch Verstädterung und in Darling sowie durch Trittschäden und Überweidung durch Vieh. Auch invasive Pflanzenarten bedrohen die Bestände fortlaufend. Er gedeiht im Fynbos auf humushaltigen Böden über Granit.[2]
- Babiana unguiculata G.J.Lewis: Dieser Endemit kommt nur in den Nardous-Bergen und im südlichen Bokkeveld Escarpment im West- sowie Nordkap vor. Er ist nur von zwei Fundorten bekannt, die beide durch Rooibostee-Plantagen gefährdet sind. Diese Art kommt nur in Habitaten mit seltenen sandigen Sickerstellen im Fynbos vor.[2]
- Babiana vanzyliae L.Bolus: Dieser Endemit kommt nur im Bokkeveld Escarpment von Nieuwoudtville bis Lokenburg im Nordkap vor. Er gedeiht im Renosterveld und Fynbos auf felsigen Böden, die über Sandstein und Tillite entstanden sind. Er ist von 10 bis 15 Fundorten. Es kommt fortlaufend zu Habitatverlusten durch Weizenfelder und Rooibostee-Plantagen.[2]
- Babiana villosa (Aiton) Ker Gawl.: Es gibt keine Subtaxa mehr. Sie kommt von Malmesbury und Wellington und Tulbagh-Tal im Westkap vor. 80 % des ursprünglichen Verbreitungsgebietes gingen durch die Landwirtschaft, besonders Weingärten und Olivenhaine, verloren. Es sind 16 Fundorte bekannt. Die Bestände nehmen fortlaufend ab. Sie gedeiht im Renosterveld über Schiefergestein in Ebenen, auf Hügeln und im unteren Bereich von Berghängen.[2]
- Babiana villosula (J.F.Gmel.) Ker Gawl. ex Steud. (Syn.: Ixia villosula J.F.Gmel. nom. superfl., Ixia plicata L., Ixia coerulescens Pers., Gladiolus plicatus (L.) L., Gladiolus villosulus Roem. & Schult., Babiana orthosantha Baker, Babiana obtusifolia Ker Gawl., Babiana stricta var. obtusifolia (Ker Gawl.) Baker, Babiana hiemalis L.Bolus): Dieser Endemit kommt nur von Malmesbury bis Gordon's Bay im Westkap vor. Über 80 % des ursprünglichen Verbreitungsgebietes gingen durch Verstädterung, Weizenfelder und Weingärten verloren; es gab 18 historische Fundorte. Es sind noch sieben weit voneinander isolierte Fundorte bekannt. Durch Verstädterung und invasive Pflanzenarten sind die Bestände fortlaufend gefährdet. Er gedeiht im Renosterveld und Fynbos über Schiefergestein auf saisonal feuchten Standorten in Lehmebenen und an Hängen.[2]
- Babiana virescens Goldblatt & J.C.Manning: Sie wurde 2008 aus dem südlichen Namaqualand zwischen Nuwerus und Bitterfontein im Westkap erstbeschrieben.
- Babiana virginea Goldblatt: Dieser Endemit kommt nur im Roggeveld Escarpment, Middelpos bis Verlate Kloof im Nordkap vor. Er gedeiht im Fynbos auf Schiefergestein-Aufschlüssen zwischen Gruppen von Merxmuellera spec.[2]

Die einzige auf Socotra beheimatete Art, die man früher zur Gattung Babiana gerechnet hat, Babiana socotrana Hook. f. → Cyanixia socotrana (Hook. f.) Goldblatt & J.C.Manning, bildet heute eine eigene Gattung Cyanixia, die zur Tribus Watsonieae Klatt gehört. Der Pollen ist trisulcat.

## Nutzung
Von wenigen Arten, besonders Babiana stricta, werden Sorten als Zierpflanzen verwendet.